# Рен и Стимпи
Рен и Стимпи (на английски: The Ren & Stimpy Show) е американско-канадски анимационен сериал, създаден от канадския аниматор Джон Крицфалуси.
За първи път шоуто се появява в ефир на 11 август 1991 г. по канала на Никелодеон. Сериите акцентират върху персонажа на Рен Хоек, емоционално нестабилна чихуахуа, и Стимпи Джей Кат, добродушен, но в същото време и много глупав котарак.
Шоуто бива излъчвано пет сезона, въпреки силните нападки от критиците. В това време се излъчват също анимациите „Бийвъс и Бътхед“ и „Саут парк“. Заради неколоритния си хумор, сексуалната инсинуация и насилието, шоуто е спряно от канала Никелодеон. През 2003 г. се появява нов сериал за по-възрастната аудитория, което носи името „Рен и Стимпи: Анимационно забавление за възрастни“ по Спайк, но скоро след дебюта си е спряно от ефир.